# Course en ligne de l'Open de Suède Vårgårda 2009
La 4e édition de la course en ligne de l'Open de Suède Vårgårda a eu lieu le 2 août 2009. Il s'agit de la huitième manche de la Coupe du monde de cyclisme sur route féminine. Elle est remportée par la Néerlandaise Marianne Vos.

## Parcours
Douze tours du circuit urbains sont parcourus. Il utilise des routes étroites et comporte une côte courte mais raide.

## Récit de la course
L'équipe Cervélo cadenasse la course, aucune échappée ne parvient à prendre un écart notable. Le circuit produit néanmoins une sélection et elles ne sont plus que vingt-et-une coureuses à l'amorce du dernier tour. Au sprint, Marianne Vos remonte et dépasse Kirsten Wild. Elle gagne pour une vingtaine de centimètres. Emma Johansson complète le podium.

## Classements

### Classement final
| \| Classement général \| Classement général \| Classement général \| Classement général \| Classement général \| \| Coureuse \| Coureuse \| Pays \| Équipe \| Temps \| \| ------------------ \| ------------------ \| ------------------ \| ------------------------------ \| ------------------ \| \| 1re \| Marianne Vos \| Pays-Bas \| DSB Bank-Nederland Bloeit \| 3 h 25 min 20 s \| \| 2e \| Kirsten Wild \| Pays-Bas \| Cervélo TestTeam \| + 0 s \| \| 3e \| Emma Johansson \| Suède \| Red Sun Cycling Team \| + 0 s \| \| 4e \| Monica Holler \| Suède \| Bigla \| + 0 s \| \| 5e \| Andrea Bosman \| Pays-Bas \| Leontien.nl \| + 0 s \| \| 6e \| Sara Mustonen \| Suède \| Hitec Products-UCK \| + 0 s \| \| 7e \| Trixi Worrack \| Allemagne \| Equipe Nürnberger Versicherung \| + 0 s \| \| 8e \| Susanne Ljungskog \| Suède \| Flexpoint \| + 0 s \| \| 9e \| Martine Bras \| Pays-Bas \| Selle Italia Ghezzi \| + 0 s \| \| 10e \| Noemi Cantele \| Italie \| Bigla \| + 0 s \| |                   |           |                                |                 |
| |                   |           |                                |                 |
| Source : Cycling Quotient |                   |           |                                |                 |
| Classement général |                   |           |                                |                 |
| Coureuse | Coureuse          | Pays      | Équipe                         | Temps           |
| 1re | Marianne Vos      | Pays-Bas  | DSB Bank-Nederland Bloeit      | 3 h 25 min 20 s |
| 2e | Kirsten Wild      | Pays-Bas  | Cervélo TestTeam               | + 0 s           |
| 3e | Emma Johansson    | Suède     | Red Sun Cycling Team           | + 0 s           |
| 4e | Monica Holler     | Suède     | Bigla                          | + 0 s           |
| 5e | Andrea Bosman     | Pays-Bas  | Leontien.nl                    | + 0 s           |
| 6e | Sara Mustonen     | Suède     | Hitec Products-UCK             | + 0 s           |
| 7e | Trixi Worrack     | Allemagne | Equipe Nürnberger Versicherung | + 0 s           |
| 8e | Susanne Ljungskog | Suède     | Flexpoint                      | + 0 s           |
| 9e | Martine Bras      | Pays-Bas  | Selle Italia Ghezzi            | + 0 s           |
| 10e | Noemi Cantele     | Italie    | Bigla                          | + 0 s           |

### Points attribués
| Position           | 1er | 2e | 3e | 4e | 5e | 6e | 7e | 8e | 9e | 10e | 11e | 12e | 13e | 14e | 15e |
| Classement général | 100 | 70 | 40 | 30 | 25 | 20 | 15 | 10 | 9  | 8   | 7   | 6   | 5   | 4   | 3   |